# Henrik Dettmann
Henrik Dettmann, (nacido el 5 de abril de 1958 en Helsinki, Finlandia) es un entrenador de baloncesto finlandés. Ha destacado siendo seleccionador de Alemania y de Finlandia. Actualmente dirige al Strasbourg IG y a la Finlandia.

## Trayectoria
- Helsingin NMKY (1986-1992)
- Finlandia (1992-1997)
- Alemania (1997-2003)
- Mitteldeutscher BC (2003-2004)
- Braunschweig (2004-2006)
- Finlandia (2004-)
- JDA Dijon (2010)
- Beşiktaş (2015)
- Finlandia (2014-Actualidad)
- Strasbourg IG (2016-Actualidad)